# Великородный, Дмитрий Андреевич
Дмитрий Андреевич Великородный (6 июня 2000, Ставрополь) — российский футболист, полузащитник киргизского клуба «Барс».

## Биография
Воспитанник московского «Чертанова». В составе родного клуба дебютировал в профессиональным футболом. Вместе с ним полузащитник завоевывал бронзу в первенстве ФНЛ. В феврале 2022 года Великородный вместе с другими десятью выходцами из «Чертанова» подписал контракт с самарскими «Крыльями Советов». Однако за основной состав волжан полузащитник не играл, постоянно отправляясь в аренды в команды ФНЛ и второй лиги
В марте 2025 года Дмитрий Великородный перешел в клуб киргизской Премьер-Лиги «Барс» (Каракол). Дебютировал в местной элите хавбек 5 марта 2025 года в матче против команды «Таланта» (0:3). В следующем поединке против «Азиягола» (1:1) он был удален с поля в конце первого тайма.

### В сборной
На протяжении нескольких лет вызывался в расположение юношеских сборных России разных лет.

## Достижения
- Бронзовый призер первенства ФНЛ (1): 2019/20.
- Финалист Кубка ФНЛ (1): 2017.
- Победитель группы «Запад» второй лиги (1): 2017/18.